# 浏阳州
浏阳州，元朝时设置的州。
元贞元年（1295年）升浏阳县置，治所在今湖南省浏阳市东北官渡。属天临路。辖境相当今湖南省浏阳市一带。明朝洪武二年（1369年）降为浏阳县，并移治今浏阳市。